# Toxostoma
Genre
Toxostoma est un genre de passereaux de la famille des Mimidae. Il est constitué de 10 espèces.

## Liste d'espèces
D'après la classification de référence (version 2.2, 2009) du Congrès ornithologique international (ordre phylogénique) :
- Toxostoma rufum – Moqueur roux
- Toxostoma longirostre – Moqueur à long bec
- Toxostoma guttatum – Moqueur de Cozumel
- Toxostoma cinereum – Moqueur gris
- Toxostoma bendirei – Moqueur de Bendire
- Toxostoma ocellatum – Moqueur ocellé
- Toxostoma curvirostre – Moqueur à bec courbe
- Toxostoma redivivum – Moqueur de Californie
- Toxostoma crissale – Moqueur cul-roux
- Toxostoma lecontei – Moqueur de Le Conte